# Маргарита Томмі

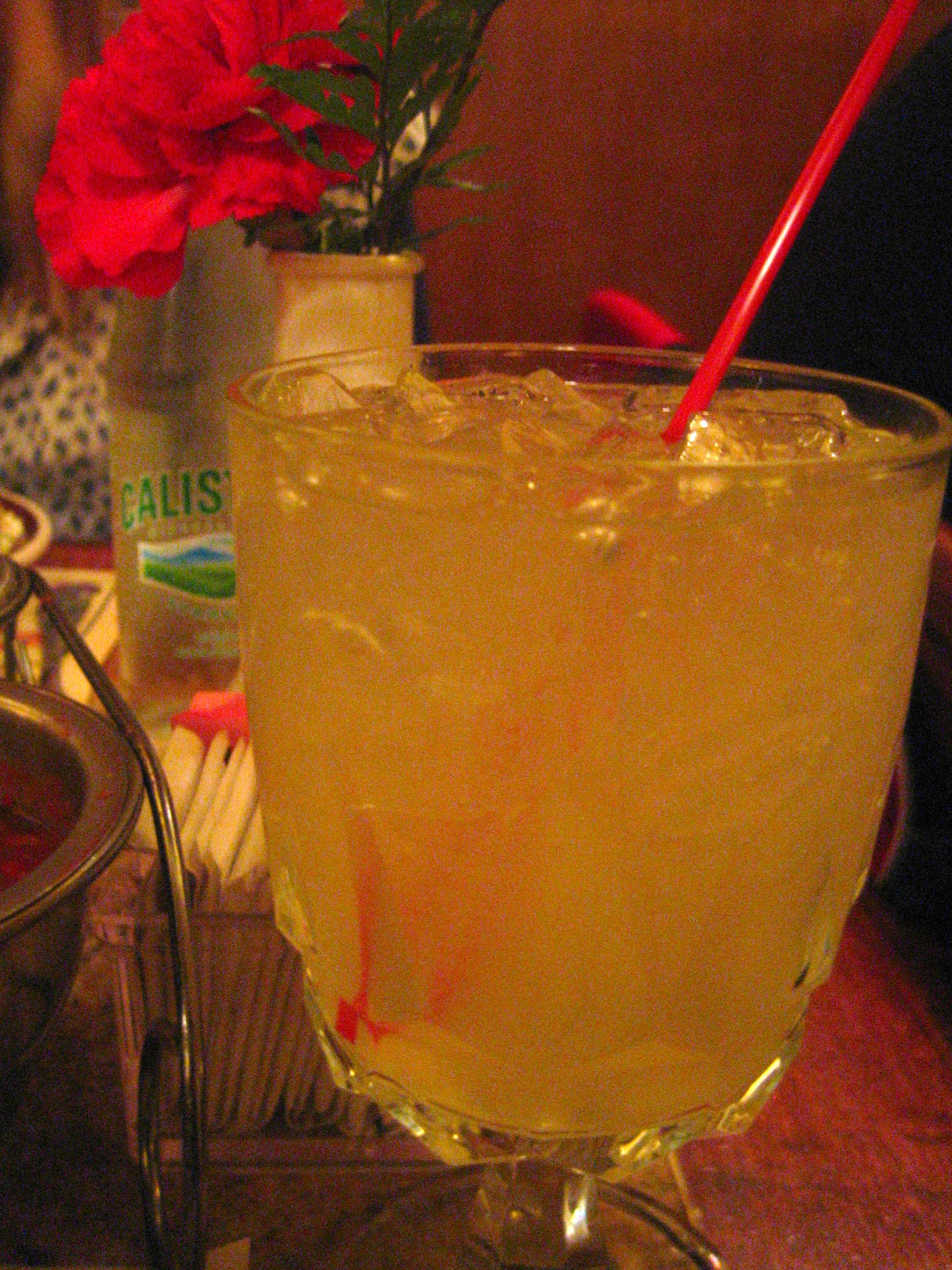
Коктейль Tommy's Margarita

Маргарита Томмі (англ. Tommy's Margarita) — коктейль на основі текіли, свіжовичавленого соку лайма і нектару агави. Класифікується як коктейль на весь день (англ. All day cocktail). Належить до офіційних напоїв Міжнародної асоціації барменів (IBA), категорія «Напої нової ери» (англ. New Era Drinks).

## Спосіб приготування
Склад коктейлю «French Martini»:
- текіла — 45 мл (4,5 cl),
- сок лайма — 15 мл (1,5 cl),
- нектар агави — 2 барних ложки.